# جبهه نجات ملی
جبهه نجات ملی (عربی: الهيئة الوطنية العليا للإنقاذ الوطني) یک اتحادیه انتخاباتی در تونس بود. این اتحادیه از احزاب مختلف سیاسی تشکیل شده‌است و شامل اتحاد برای تونس و ائتلاف‌های جبهه آزاد است. حزب جمهوری‌خواه اتحادیه برای تونس را در ۳۰ دسامبر ۲۰۱۳ ترک کرد هرچند بخشی از جبهه نجات ملی باقی ماند. پس از مصالحه با النهضه که منجر به یک دولت تکنوکرات به جای یک دولت ضد النهضه شد به نظر می‌رسد که جبهه بین سکولارهای راستین و سکولارهای چپ‌گرا متلاشی شد.

## احزاب وابسته
- حزب جمهوری‌خواه:
- اتحاد برای تونس:
  - مسیر سوسیال دموکراتیک
  - النهضه تونس
  - حزب دموکرات و میهنی کارگر
  - حزب چپ سوسیالیست
- جبهه مردمی:
  - حزب کارگر
  - جنبش میهن‌پرستان دموکرات
  - جنبش مردم
  - دموکراتهای میهن‌پرست
  - حزب پیشروی مبارزه
  - لیگ اتحادیه کارگران
  - حزب مردم برای آزادی و پیشرفت
  - جنبش اتحاد ملی گرای
  - جنبش بعثی تونس
  - سبز تونس[۳][۴][۱][۲]